# El Diario Austral de Puerto Montt
El Diario Austral de Puerto Montt fue un periódico chileno, de carácter local, editado en la ciudad de Puerto Montt, capital de la Región de Los Lagos, entre 1987 y 1993. Su principal competidor fue El Llanquihue.

## Historia
Fue fundado el 22 de febrero de 1987 por la Sociedad Periodística Araucanía S.A., empresa perteneciente a El Mercurio S.A.P. En sus primeros dos años tuvo como director a Edmundo Espinosa Aparicio; después, en 1989, asumió Harold Mesías Placencio, quien se mantuvo hasta 1993. La creación de este matutino significó un gran golpe para El Llanquihue, puesto que El Diario Austral poseía un gran avance tecnológico, respaldo financiero y una amplia experiencia periodística y comercial, gracias a que pertenecía a la cadena de medios regionales de El Mercurio.
Luego de casi seis años de competencia, en 1993 la familia Brahm Menge accedió a vender El Llanquihue a la Sociedad Periodística Araucanía S.A. Se les prometió conservar la línea editorial y el nombre, por lo que El Diario Austral de Puerto Montt circuló por última vez el 7 de enero de 1993, mismo día en que el equipo que lo conformaba asumió la continuidad de El Llanquihue.